# Groff
Groff je program vzniklý v rámci projektu GNU jako náhrada za textové procesory troff a nroff. Jedná se o novou implementaci napsanou převážně v C++ Jamesem Clarkem podle vzoru ditroffu. První verze, 0.3.1, byla uvolněna v červnu 1980. Groff je od počátku vyvíjen jako svobodný software a je šířen pod licencí GNU GPL. 
Groff je multiplatformní software a je důležitou součástí více un*xových systémů, zejména Linuxu a systémů odvozených z BSD. V těchto systémech je používán k tvorbě manuálových stránek. Ovšem například OpenBSD nahradilo groff od verze 4.9 mandocem.